# Vot a segon torn instantani

Exemple de butlleta del parlament australià

El vot a segon torn instantani o vot alternatiu és un tipus de sistema electoral de vot preferencial utilitzat per elegir un sol guanyador d'entre més de dos candidats.
Els votants classifiquen els candidats en ordre de preferència. Inicialment es compta la primera preferència de cada votant. Si un candidat té més de la meitat dels vots, guanya. Si no, el candidat amb menys vots és eliminat, i es compta la segona preferència dels votants que van seleccionar el candidat derrotat com a primera elecció. Aquest procés continua fins que un candidat té més de la meitat de els vots.
Aquest sistema s'utilitza en eleccions nacionals en diversos països. S'utilitza per elegir els membres de la cambra baixa australiana, així com la majoria de cambres baixes dels seus estats i en algunes eleccions locals. També s'utilitza per elegir el President d'Índia, el President d'Irlanda, i el Parlament de Papua Nova Guinea. S'utilitza en molts partits polítics per elegir candidats i en associacions per diversos propòsits, com elegir l'Òscar a la millor pel·lícula.

## Exemple
En aquest exemple senzill, hi ha tres candidats: l'Anna, en Bartomeu i en Carles. I cinc votants: A, B, C, D i E, que classifiquen els candidats en l'ordre que prefereixen. Per vèncer, un candidat ha de tenir majoria, és a dir, almenys tres vots.
En el torn 1, l'Anna i en Bartomeu estan empatats a dos vots, mentre que en Carles només en té un. Com que cap candidat té majoria, cal un segon torn. S'elimina en Carles perquè és l'últim candidat. Llavors, en Bartomeu té tres vots i l'Anna només dos. I, per tant, guanya en Bartomeu.
|          | Torn 1 | Torn 1 | Torn 1 | Torn 1 | Torn 1 | Torn 1 | Torn 2 | Torn 2 | Torn 2 | Torn 2 | Torn 2 |      |
| Candidat | A      | B      | C      | D      | E      | Vots   | A      | B      | C      | D      | E      | Vots |
| Anna     | 1      | 2      | 3      | 1      | 2      | 2      | 1      | 2      | 2      | 1      | 2      | 2    |
| Bartomeu | 3      | 1      | 2      | 3      | 1      | 2      | 2      | 1      | 1      | 2      | 1      | 3    |
| Carles   | 2      | 3      | 1      | 2      | 3      | 1      |        |        |        |        |        |      |